# Тилькин, Илья Владимирович
Илья́ Влади́мирович Ти́лькин (род. 10 декабря 1970, Ленинград) — российский сценарист, театральный режиссёр, драматург.

## Биография
Родился 10 декабря 1970 года в Ленинграде (ныне — Санкт-Петербург). Окончил Музыкальное училище при Санкт-Петербургской консерватории. В 1999 году окончил мастерскую Владимира Григорьева в Санкт-Петербургской государственной академии театрального искусства (СПбГАТИ).

## Профессиональная деятельность
Несколько лет служил в военном оркестре.
В 1991 году перешёл на телевидение Норильска, был автором и ведущим телекомпании «Модем». С 1998 года по май 2008 года занимал должность главного режиссёра филиала телекомпании «НТВ» в Санкт-Петербурге, с июня 2008 года по 11 января 2009 года — директор филиала.
С начала 2000-х годов занимается работой в кино и театре. С февраля 2008 года — член гильдии кинодраматургов Союза кинематографистов Российской Федерации.
Автор пьес «Овощи», «Reload (перезагрузка)». Автор сценариев кино- и телефильмов, в том числе: «Человек у окна», «Сталинград», «Гетеры майора Соколова», «Григорий Р.», «Тихий Дон» и другие.

## Фильмография
| Год  | Фильм                                           |
| ---- | ----------------------------------------------- |
| 2001 | Бандитский Петербург. Фильм 3. Крах Антибиотика |
| 2002 | Агентство «Золотая пуля»                        |
| 2007 | Свой-чужой                                      |
| 2007 | Расплата                                        |
| 2007 | Суженый-ряженый                                 |
| 2008 | Оружие                                          |
| 2009 | Человек у окна                                  |
| 2010 | Игры детей взрослого возраста                   |
| 2012 | Безумно красивые                                |
| 2012 | Некуда спешить                                  |
| 2013 | Сталинград                                      |
| 2014 | Гетеры майора Соколова (сериал)                 |
| 2014 | Григорий Р. (сериал)                            |
| 2014 | Опыт реконструкции (мини-сериал)                |
| 2014 | Крёстный (сериал)                               |
| 2015 | Воин                                            |
| 2015 | Тихий Дон                                       |
| 2015 | Убежать, догнать, влюбиться                     |
| 2017 | Шуберт (телесериал, 2017)                       |
| 2017 | Sпарта                                          |
| 2018 | Ненастье (сериал)                               |
| 2018 | Медное солнце (сериал)                          |
| 2018 | Годунов (сериал)                                |
| 2019 | Годунов. Продолжение (сериал)                   |
| 2019 | Шторм (сериал)                                  |
| 2021 | Скажи ей                                        |
| 2021 | Звезда (к/м)                                    |
| 2022 | Сердце Пармы (сериал)                           |
| 2022 | Единица Монтевидео                              |
| 2023 | Библиотекарь. (сериал)                          |
| 2023 | Держи меня крепко (к/м)                         |
| 2024 | Минута Тишины (сериал)                          |